# Yoshikawa
Pour les articles homonymes, voir Yoshikawa (homonymie).
Yoshikawa (吉川市, Yoshikawa-shi) est une ville située dans la préfecture de Saitama, au Japon.

## Géographie

### Situation
La ville de Yoshikawa est située, sur l'île de Honshū, à 20 km au nord-ouest de Tokyo, capitale du Japon.

### Municipalités limitrophes
| Matsubushi | Matsubushi | Noda       |
| Koshigaya  | Yoshikawa  | Nagareyama |
| Sōka       | Misato     | Nagareyama |

### Démographie
En 2011, la population de la ville de Yoshikawa était de 65 880 habitants répartis sur une superficie de 31,62 km2. En septembre 2023, elle était de 72 767 habitants.

### Hydrographie
Yoshikawa est bordée par le fleuve Edo à l'ouest et la rivière Naka à l'est.

### Climat
Yoshikawa a un climat subtropical humide caractérisé par des étés chauds et des hivers frais avec peu ou pas de chutes de neige. La température moyenne annuelle est de 14,8 °C. La pluviométrie annuelle moyenne est de 1 408 mm, septembre étant le mois le plus humide.

## Histoire
La région actuelle de Yoshikawa faisait partie de la province de Shimōsa pendant l'époque d'Edo. Le village moderne de Yoshikawa a été créé le 1er avril 1889 à la suite de la mise en place du système de municipalités modernes. Il obtient le statut de bourg le 1er novembre 1915, puis de ville le 1er avril 1996.

## Économie
L'économie de Yoshikawa repose principalement sur l'agriculture et le commerce de détail. La ville est connue pour sa production d'anguilles.

## Transports
La ville est desservie par la ligne Musashino de la JR East aux gares de Yoshikawa et Yoshikawa-Minami.

## Jumelages
- Lake Oswego (États-Unis) depuis 1996
- Ichinoseki (Japon) depuis 1997